# Raised in Captivity
Raised in Captivity è il sesto ed ultimo album solista di John Wetton

## Lista dei brani
Testi e musiche di John Wetton and Billy Sherwood, escluso dove indicato.
1. Lost for Words – 4:59
2. Raised in Captivity – 6:10 (Wetton, Sherwood, Robert Fripp)
3. Goodbye Elsinore – 4:44
4. The Last Night of My Life – 5:54
5. We Stay Together (Europe bonus track) – 4:27
6. The Human Condition – 5:23
7. Steffi's Ring – 2:37 (Wetton)
8. The Devil and the Opera House – 6:51 (Wetton, Sherwood, Richard Palmer-James)
9. New Star Rising – 4:34
10. Don't Misunderstand Me – 3:44
11. Mighty Rivers – 5:21 (Yoav Goren, Gil Talmi, Anneke van Giersbergen)

Durata totale: 54:44
Tracce aggiuntive per edizione giapponese
1. Face to Face
2. After All

## Formazione
- John Wetton – voce, chitarra e basso e tastiere
- Billy Sherwood –chitarra, percussioni
- Mick Box – chitarra (in "New Star Rising")
- Geoff Downes – tastiere (in "Goodbye Elsinore" and "Steffi's Ring")
- Steve Hackett – chitarra (in "Goodbye Elsinore")
- Eddie Jobson – violino (in "The Devil and the Opera House")
- Tony Kaye – organo Hammond (in "Human Condition" e "Don't Misunderstand Me")
- Alex Machacek – chitarra (in "The Last Night of My Life")
- Steve Morse – chitarra (in "Lost for Words")
- Anneke van Giersbergen – voce (in "Mighty Rivers")[1]

Produzione
- Michael Inns – grafica e fotografie
- Karen Gladwell – grafica e fotografie
- Carla Huntington – fotografie